# 山口村 (愛知県)
山口村（やまぐちむら）は、愛知県愛知郡にあった村。現在の瀬戸市の一部にあたる。瀬戸焼の発生は、山口谷東奥の広久手30号窯跡などで始まった。

## 地理
矢田川の上流に位置していた。

## 歴史
- 江戸時代は尾張藩領、水野代官所支配であった[2]。
- 1889年（明治22年）10月1日、町村制の施行により、愛知郡山口村が単独で村制施行し、山口村が発足[1][2]。大字は編成せず[2]。
- 1906年（明治39年）5月10日、愛知郡幡野村と合併し、幡山村を新設して廃止された[1][2]。合併後、幡山村山口となる[2]。

### 地名の由来
三河国猿投山への入口であることから。

## 産業
- 農業、窯業（瀬戸焼）[2]